# Arquidiocese de Marselha
A Arquidiocese de Marselha (Archidiœcesis Massiliensis) é uma arquidiocese da Igreja Católica situada em Marselha, na França. Foi erigida ainda no século I da era cristã, sendo uma das mais antigas do mundo. Seu atual arcebispo é Jean-Marc Noël Aveline e sua Sé é a Catedral-Basílica Sainte-Marie-Majeure. Possui 119 paróquias.

## Episcopados
Administração local:

### Bispos
| Período     | Nome                                                                   |
| ----------- | ---------------------------------------------------------------------- |
| 314         | Oresius                                                                |
| 381 - 428   | Proculus                                                               |
| 431 - 452   | Venerius                                                               |
| 464         | Eustasius                                                              |
| 470         | Graecus                                                                |
| 490         | Honoratus I                                                            |
| 533         | Auxanius                                                               |
| 582 - 591   | São Teodoro de Marselha (Theodorus)                                    |
| 599         | Saint Serenus                                                          |
| 614         | Petrus                                                                 |
| 780         | Saint Mauron (Maurontus)                                               |
| 781         | Ivo (Yves)                                                             |
| 814 - 818   | Wadalde                                                                |
| 822 - 841   | Théodebert                                                             |
| 844         | Alboin                                                                 |
| 863         | Gulfaric                                                               |
| 870         | Babon                                                                  |
| 878 - 879   | Léodoin                                                                |
| 884         | Bérenger                                                               |
| 890         | Venator                                                                |
| 904         | Magnus                                                                 |
| 923 - 924   | Drogo (Drogon)                                                         |
| 948 - 976   | Honoratus de Marseille (Honorat II)                                    |
| 977 - 1008  | Pons I                                                                 |
| 1008 - 1073 | Pons II                                                                |
| 1073 - 1122 | Raimond Ier                                                            |
| 1122 - 1151 | Raimond II de Soliers                                                  |
| 1151 - 1170 | Pierre Ier                                                             |
| 1170 - 1188 | Fouques de Thorame                                                     |
| 1188 - 1214 | Rainier                                                                |
| 1217 - 1229 | Pierre de Montlaur                                                     |
| 1229 - 1267 | Benoît d'Alignan                                                       |
| 1267 - 1288 | Raimond de Nîmes                                                       |
| 1289 - 1312 | Durand de Trésémines                                                   |
| 1313 - 1319 | Raimond Robaudi                                                        |
| 1319 - 1323 | Gasbert de Valle (ou de La Val)                                        |
| 1323 - 1333 | Aymard Amiel                                                           |
| 1334 - 1335 | Jean Artaud                                                            |
| 1335 - 1344 | Jean Gasc (ou Gasqui)                                                  |
| 1344 - 1359 | Robert de Mandagout                                                    |
| 1359 - 1361 | Hugues d'Harpagon                                                      |
| 1361        | Pierre Fabri                                                           |
| 1361 - 1366 | Guillaume Sudre                                                        |
| 1366 - 1368 | Philippe de Cabassolle                                                 |
| 1368 - 1379 | Guillaume de la Voute                                                  |
| 1379 - 1395 | Aymar de la Voute                                                      |
| 1397 - 1418 | Benoît II                                                              |
| 1418 - 1420 | Paul de Sade                                                           |
| 1420 - 1421 | Avignon Nicolaï                                                        |
| 1433        | André Boutaric                                                         |
| 1433 - 1445 | Barthélémy Rocalli                                                     |
| 1445        | Louis de Glandevès                                                     |
| 1445 - 1466 | Nicola de Brancas                                                      |
| 1466 - 1496 | Jean Alardeau                                                          |
| 1496 - 1506 | Ogier d'Anglure                                                        |
| 1506        | Pierre Baudonis                                                        |
| 1506 - 1509 | Antoine Dufour                                                         |
| 1511 - 1517 | Claude de Seyssel                                                      |
| 1517 - 1530 | Innocent Cibo                                                          |
| 1530 - 1550 | Jean-Baptiste Cibo                                                     |
| 1550 - 1556 | Christophe de Monte                                                    |
| 1556 - 1572 | Pierre Ragueneau                                                       |
| 1572 - 1603 | Frédéric Ragueneau, notório anti-liga, assassinado em dezembro de 1603 |
| 1605 - 1618 | Jacques Turricella, prelado de origem italiana, empossado em 1618      |
| 1619 - 1621 | Arthur d'Épinay de Saint-Luc                                           |
| 1621        | Nicolas Coëffeteau                                                     |
| 1624 - 1639 | François de Loménie                                                    |
| 1639 - 1640 | Eustache Gault                                                         |
| 1640 - 1643 | Jean-Baptiste Gault                                                    |
| 1644 - 1668 | Étienne de Puget                                                       |
| 1668 - 1679 | Toussaint de Forbin-Janson                                             |
| 1682 - 1684 | Jean-Baptiste d'Étampes                                                |
| 1692 - 1708 | Charles Gaspard Guillaume de Vintimille du Luc                         |
| 1708 - 1709 | Bernard de Poudenx                                                     |
| 1710 - 1755 | Henri de Belsunce                                                      |
| 1755 - 1791 | Jean Baptiste de Belloy                                                |
| 1791 - 1794 | Charles Benoît Roux                                                    |
| 1798 - 1801 | Jean-Baptiste Aubert                                                   |
| 1801 - 1823 | unificada à diocese de Aix-en-Provence                                 |
| 1823 - 1837 | Fortuné de Mazenod                                                     |
| 1837 - 1861 | Eugênio de Mazenod                                                     |
| 1861 - 1865 | Patrice Cruice                                                         |
| 1866 - 1878 | Charles-Philippe Place                                                 |
| 1878 - 1900 | Joseph-Jean-Louis Robert                                               |
| 1901 - 1909 | Pierre Paulin Andrieu                                                  |
| 1909 - 1923 | Joseph-Marie Fabre                                                     |
| 1923 - 1928 | Daniel Champavier                                                      |
| 1929 - 1936 | Maurice-Louis Dubourg                                                  |
| 1937 - 1948 | Jean Delay                                                             |

### Arcebispos
| Período      | Nome                                           |
| ------------ | ---------------------------------------------- |
| 1948 - 1956  | Jean Delay                                     |
| 1956 - 1966  | Marc-Armand Lallier                            |
| 1966 - 1970  | Georges Jacquot                                |
| 1970 - 1984  | Roger Marie Élie Etchegaray                    |
| 1985 - 1995  | Robert-Joseph Coffy                            |
| 1995 - 2006… | Bernard Panafieu                               |
| 2006 - 2019  | Georges Paul Pontier (atual arcebispo-emérito) |
| 2019 -       | Jean-Marc Noël Aveline                         |